# Renault Austral

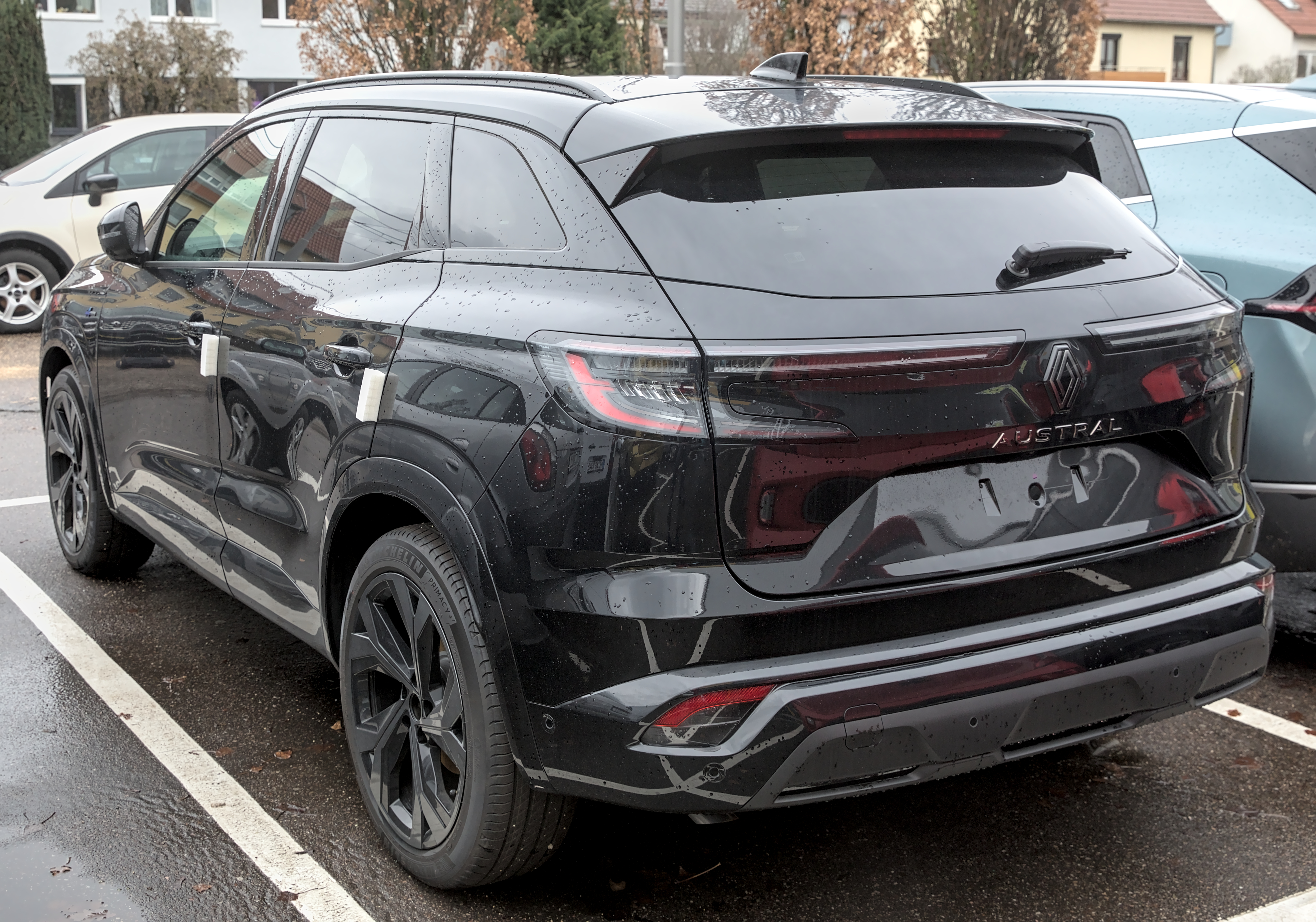
Spate

Renault Austral este un SUV crossover compact (segmentul C) produs și comercializat de Renault. A fost dezvăluit în martie 2022 ca un succesor al lui Kadjar și este construit pe platforma CMF-CD de a treia generație.